# Signo de multiplicación
El signo de multiplicación, también conocido como signo por o signo de productos, es el símbolo ×, utilizado en matemáticas para indicar la operación de multiplicación y su producto resultante. Si bien es similar a una X minúscula ( x ), la forma es propiamente un aspa rotacionalmente simétrico cuádruple.

## Historia
El primer uso conocido del símbolo × para representar la multiplicación aparece en un apéndice anónimo de la edición de 1618 de Mirifici Logarithmorum Canonis Descriptio de John Napier. Este apéndice se ha atribuido a William Oughtred, quien utilizó el mismo símbolo en su texto de álgebra de 1631, Clavis Mathematicae, afirmando:
«La multiplicación de especies [es decir, incógnitas] conecta ambas magnitudes propuestas con «por» o el símbolo ×: o normalmente sin el símbolo si las magnitudes se denotan con una letra».
Se han identificado dos usos anteriores de la notación ✕, pero no resisten un examen crítico. 

## Usos
En matemáticas, el símbolo × tiene varios usos, entre ellos:
- Multiplicación de dos números, donde se lee como «veces» o «multiplicado por».[1]
- Producto vectorial de dos vectores, donde normalmente se lee como «cruzado».
- Producto cartesiano de dos conjuntos, donde normalmente se lee como «cruz».[5]
- Dimensión geométrica de un objeto, como observar que una habitación tiene un área de 10 pies × 12 pies, donde generalmente se lee «por» (por ejemplo, «10 pies por 12 pies»).
- Resolución de pantalla en píxeles, como 1920 píxeles de ancho × 1080 píxeles de abajo. Se lee como «por».
- Dimensiones de una matriz. Normalmente se lee «por».
- Una interacción estadística entre dos variables explicativas. Normalmente se lee como «por».

En biología, el signo de multiplicación se utiliza en el nombre de un híbrido botánico, por ejemplo Ceanothus papillosus × impressus (un híbrido entre C. papillosus y C. impressus ) o Crocosmia × crocosmiiflora (un híbrido entre otras dos especies de Crocosmia). Sin embargo, la comunicación de estos nombres híbridos con una letra latina «x» puede darse si el símbolo «×» real no está disponible.
Los historiadores también utilizan el signo de multiplicación para un evento entre dos fechas. Cuando se emplea entre dos fechas, por ejemplo 1225 y 1232, la expresión «1225×1232» significa «no antes de 1225 ni después de 1232».
El lenguaje de programación APL utiliza un símbolo × monádico para indicar la función signo.

## Notaciones similares
A veces se utiliza la letra latina minúscula x en lugar del signo de multiplicación. Esto se considera incorrecto en la escritura matemática.
En la notación de álgebra, muy utilizada en matemáticas, se suele omitir un símbolo de multiplicación siempre que no cause confusión: «a multiplicado por b» se puede escribir como «ab» o «a b».
También se pueden utilizar otros símbolos para indicar la multiplicación, para reducir la confusión entre el signo de multiplicación × y la variable común x. En algunos países, como Alemania, el símbolo principal para la multiplicación es el «punto de operación» ⋅ (como en a⋅b ). Este símbolo también se utiliza en unidades de medida compuestas, por ejemplo, N⋅m (véase Sistema Internacional de Unidades#Normas ortográficas relativas a los símbolos). En álgebra, es una notación para resolver ambigüedades (por ejemplo, «b multiplicado por 2» puede escribirse como b⋅2, para evitar que se confunda con un valor llamado «b2»). Esta notación se utiliza siempre que la multiplicación deba escribirse explícitamente, como en «ab = a⋅2» para «b = 2»; este uso también se ve en textos en inglés. En algunos idiomas, el uso del punto como símbolo de multiplicación, como a.b, es común cuando el símbolo del separador decimal es coma.
Históricamente, la sintaxis del lenguaje informático estaba restringida al conjunto de caracteres ASCII y el asterisco * se convirtió en el símbolo de facto del operador de multiplicación. Esta selección se refleja en el teclado numérico de los teclados, donde las operaciones aritméticas de suma, resta, multiplicación y división están representadas por las teclas + ,- ,* y /, respectivamente.

## Escribir el carácter
| HTML, SGML, XML             | & times; o & #215; |
| Mac OS                      | En la paleta de caracteres, buscando SIGNO DE MULTIPLICACIÓN. |
| Microsoft Windows           | - A través del panel de entrada de emojis y símbolos, con ⊞ Win+. (versión 1803 de Windows 10 y posteriores). - A través del teclado táctil de la barra de tareas (Windows 10 y posteriores). - Algunos teclado extranjeros lo tienen como parte superior explícita, como en el teclado árabe. - Usando la distribución de teclado internacional de EE. UU., con Alt+=. - A través del mapa de caracteres: en la octava fila. - Con la combinación de teclas Alt+0215 en el teclado numérico. |
| OpenOffice.org              | veces |
| Texas                       | - \times - \cdot |
| Tipo Unix (Linux, ChromeOS) | - Ctrl+⇧ Mayús+U - Composición+X+X - AltGr+⇧ Mayús+, (disposición del teclado inglesa) |

## Entidades Unicode y HTML
- U+00D7 × SIGNO DE MULTIPLICACIÓN

Otras variantes y caracteres relacionados:
- U+002A * Asterisco
- U+2062  MULTIPLICACIÓN INVISIBLE (un espacio invisible que indica multiplicación)
- U+00B7 · PUNTO MEDIO (un interpunct, puede ser más fácil)
- U+2297 ⊗ EQUIS RODEADA
- U+22C5 ⋅ PUNTO DE OPERACIÓN
- U+2715 ✕ X DE MULTIPLICACIÓN
- U+2716 ✖ X DE MULTIPLICACIÓN EN NEGRITA
- U+2A09 ⨉ OPERADOR DE N VECES
- U+2A2F ⨯ PRODUCTO DE VECTORES O CRUCE (para denotar explícitamente el cross product de dos vectores)
- U+2A30 ⨰ SIGNO DE MULTIPLICACIÓN CON UN PUNTO ENCIMA
- U+2A31 ⨱ SIGNO DE MULTIPLICACIÓN SUBRAYADO
- U+2A34 ⨴ SIGNO DE MULTIPLICACIÓN CON MEDIO CÍRCULO IZQUIERDO
- U+2A35 ⨵ SIGNO DE MULTIPLICACIÓN CON MEDIO CÍRCULO DERECHO
- U+2A36 ⨶ SIGNO DE MULTIPLICACIÓN RODEADO CON UN CIRCUNFLEJO
- U+2A37 ⨷ SIGNO DE MULTIPLICACIÓN EN UN CÍRCULO DOBLE
- U+2A3B ⨻ SIGNO DE MULTIPLICACIÓN EN UN TRIÁNGULO
- U+2AC1 ⫁ SUBCONJUNTO CON UN SIGNO DE MULTIPLICACIÓN DEBAJO
- U+2AC2 ⫂ SOBRECONJUNTO CON UN SIGNO DE MULTIPLICACIÓN DEBAJO